# Luis Sandoval (piłkarz)
Luis Fernando Sandoval Oyola (ur. 1 czerwca 1999 w Soledad) – kolumbijski piłkarz grający na pozycji środkowego napastnika. W sezonie 2024 występuje w klubie Independiente Medellín.

## Kariera klubowa

### Atlético Junior
Sandoval zadebiutował dla Atlético Junior 4 lutego 2018 roku w meczu z Atlético Bucaramanga (wyg. 1:0). Pierwszą bramkę zawodnik ten zdobył 23 września 2019 roku w wygranym 3:0 spotkaniu przeciwko Jaguares de Córdoba, notując przy okazji asystę. Do 18 czerwca 2021 roku Kolumbijczyk rozegrał dla Atlético Junior 21 meczów, strzelając 3 gole.

### Barranquilla FC
Sandoval był dwukrotnie wypożyczany do Barranquilli FC: od 1 lutego 2017 do 31 grudnia 2017 oraz od 8 września 2018 do 1 lipca 2019. Debiut dla tego klubu zaliczył on 11 lutego 2017 roku w przegranym 0:1 spotkaniu przeciwko Realowi Santander. Pierwszego gola piłkarz ten strzelił 1 marca 2017 roku w meczu z Bogotá FC (wyg. 3:2). Łącznie w barwach Barranquilli FC Kolumbijczyk wystąpił w 40 spotkaniach, zdobywając 11 bramek.

## Kariera reprezentacyjna
| Mecze i gole w reprezentacji | Mecze i gole w reprezentacji | Mecze i gole w reprezentacji | Mecze i gole w reprezentacji | Mecze i gole w reprezentacji | Mecze i gole w reprezentacji | Mecze i gole w reprezentacji | Mecze i gole w reprezentacji                                 |
| Kolumbia U-20                | Kolumbia U-20                | Kolumbia U-20                | Kolumbia U-20                | Kolumbia U-20                | Kolumbia U-20                | Kolumbia U-20                | Kolumbia U-20                                                |
| Lp.                          | Data                         | Miejsce                      | Gospodarz                    | Gość                         | Wynik                        | Gol                          | Rozgrywki                                                    |
| ---------------------------- | ---------------------------- | ---------------------------- | ---------------------------- | ---------------------------- | ---------------------------- | ---------------------------- | ------------------------------------------------------------ |
| 1.                           | 17.01.2019                   | Rancagua                     | Wenezuela U-20               | Kolumbia U-20                | 1:0                          |                              | Mistrzostwa Ameryki Południowej U-20 2019                    |
| 2.                           | 19.01.2019                   | Rancagua                     | Brazylia U-20                | Kolumbia U-20                | 0:0                          |                              | Mistrzostwa Ameryki Południowej U-20 2019                    |
| 3.                           | 21.01.2019                   | Rancagua                     | Boliwia U-20                 | Kolumbia U-20                | 0:1                          |                              | Mistrzostwa Ameryki Południowej U-20 2019                    |
| 4.                           | 08.02.2019                   | Rancagua                     | Wenezuela U-20               | Kolumbia U-20                | 0:2                          |                              | Mistrzostwa Ameryki Południowej U-20 2019                    |
| 5.                           | 10.02.2019                   | Rancagua                     | Urugwaj U-20                 | Kolumbia U-20                | 0:0                          |                              | Mistrzostwa Ameryki Południowej U-20 2019                    |
| 6.                           | 23.05.2019                   | Łódź                         | Polska U-20                  | Kolumbia U-20                | 0:2                          | Gol                          | Mistrzostwa Świata U-20 w Piłce Nożnej 2019                  |
| 7.                           | 26.05.2019                   | Lublin                       | Senegal U-20                 | Kolumbia U-20                | 2:0                          |                              | Mistrzostwa Świata U-20 w Piłce Nożnej 2019                  |
| 8.                           | 02.06.2019                   | Łódź                         | Nowa Zelandia U-20           | Kolumbia U-20                | 1:1 6:5 p.r.k.               |                              | Mistrzostwa Świata U-20 w Piłce Nożnej 2019                  |
| 9.                           | 07.06.2019                   | Łódź                         | Ukraina U-20                 | Kolumbia U-20                | 1:0                          |                              | Mistrzostwa Świata U-20 w Piłce Nożnej 2019                  |
| Kolumbia U-23                |                              |                              |                              |                              |                              |                              |                                                              |
| Lp.                          | Data                         | Miejsce                      | Gospodarz                    | Gość                         | Wynik                        | Gol                          | Rozgrywki                                                    |
| 1.                           | 17.11.2019                   | Hiroszima                    | Japonia U-22                 | Kolumbia U-23                | 3:1                          | Gol                          | Mecz towarzyski                                              |
| 2.                           | 19.01.2020                   | Pereira                      | Kolumbia U-23                | Argentyna U-23               | 1:2                          |                              | Kwalifikacje do Letnich Igrzysk Olimpijskich 2020 (CONMEBOL) |
| 3.                           | 28.01.2020                   | Pereira                      | Kolumbia U-23                | Wenezuela U-23               | 2:1                          |                              | Kwalifikacje do Letnich Igrzysk Olimpijskich 2020 (CONMEBOL) |
| 4.                           | 31.01.2020                   | Pereira                      | Kolumbia U-23                | Chile U-23                   | 0:0                          |                              | Kwalifikacje do Letnich Igrzysk Olimpijskich 2020 (CONMEBOL) |
| 5.                           | 04.02.2020                   | Bucaramanga                  | Kolumbia U-23                | Brazylia U-23                | 1:1                          |                              | Kwalifikacje do Letnich Igrzysk Olimpijskich 2020 (CONMEBOL) |
| 6.                           | 10.02.2020                   | Bucaramanga                  | Kolumbia U-23                | Urugwaj U-23                 | 1:3                          |                              | Kwalifikacje do Letnich Igrzysk Olimpijskich 2020 (CONMEBOL) |

## Sukcesy
Sukcesy w karierze klubowej:
- Categoría Primera A – 1x, z Atlético Junior, sezon 2019 (Apertura)
- Superliga Colombiana – 1x, z Atlético Junior, sezon 2020
- Categoría Primera A – 2x, z Atlético Junior, sezony 2016 (Apertura) i 2019 (Clausura)
- Puchar Kolumbii – 1x, z Atlético Junior, sezon 2016